# Bouillac (Dordogne)
Bouillac is een gemeente in het Franse departement Dordogne (regio Nouvelle-Aquitaine) en telt 119 inwoners (1999). De plaats maakt deel uit van het arrondissement Bergerac.

## Geografie
De oppervlakte van Bouillac bedraagt 12,7 km², de bevolkingsdichtheid is 9,4 inwoners per km².

## Toerisme
Het dorp is populair bij Nederlandse toeristen door het kampeerterrein Terme d'Astor, dat voor het kleine dorp ook een belangrijke werkgever is.
De onderstaande kaart toont de ligging van Bouillac (Dordogne) met de belangrijkste infrastructuur en aangrenzende gemeenten.

## Demografie
Onderstaande figuur toont het verloop van het inwonertal (bron: INSEE-tellingen).